# Hans Kalm
Hans Kalm, född 21 april 1889 i Viljandimaa, död 1 februari 1981 i Jyväskylä, var en estnisk-finsk läkare och officer. Under finska inbördeskriget 1918 anförde han en av de vitas bataljoner.

## Biografi
Kalm var lärare vid en lantbruksskola i Estland, innan han deltog i första världskriget i den ryska armén och erhöll officersutbildning. Under första världskriget befordrades han till stabskapten i ryska armén.
Efter ryska revolutionen förde Kalm befälet över en bataljon i Finland på de vitas sida under finska inbördeskriget, och följande år över ett regemente under estniska frihetskriget. Under finska inbördeskriget gjorde Kalms bataljon sig skyldig till några osedvanligt grova krigsbrott. Från krigets början använde Kalm terror som en psykologisk taktik och till exempel i Vehkajärvi dödade hans män 50 röda fångar. Kalm sköt personligen ihjäl flera röda. I Harmoinen dödade Kalms bataljon den 10 mars 1918 elva patienter och två kvinnliga sanitärer vid ett krigssjukhus som troligen arbetade under Röda Korsets flagg. I Lahtis krigsfångeläger dödades mer än 170 flickor och unga kvinnor som kämpat på den röda sidan när Kalms bataljon var ansvarig för bevakningen av lägret. De yngsta avrättade var 14-åriga. Antalet dödade röda fångar i Lahtislägret var 500 under de veckor, då Kalms män svarade för bevakning. För sin hänsynslösa krigföring kom Kalms bataljon att få öknamnet ”Djävlarna från Kuhmois”.
Efter kriget utbildade sig Kalm till läkare i USA under 1920- och 1930-talen. Från och med 1934 bodde han i Finland där han förestod ett homeopatiskt sanatorium. År 1935 erhöll han finskt medborgarskap. När fortsättningskriget började 1941 blev Kalm, uppenbarligen frivilligt, åter militär och verkade som chef för Krigsfångeläger 2 i Naarajärvi. Lägret hade det högsta antalet dödsfall i finska krigsfångeläger. Under andra världskriget var Kalm aktiv i den nazistiska organisationen Suomen Kansallissosialistinen Työjärjestö.
Kalm förlorade sin tjänst 1942 och beordrades, av sanitets- och matförsörjningsverket, till Tyskland för att utbilda sig i tyska metoder. Efter sin återresa från Tyskland år 1943 blev Kalm återigen civil och vistades i Sippola där han hade ett sanatorium. År 1944 lämnade Kalm Finland och reste till Sverige eftersom han blev misstänkt för krigsförbrytelser i Naarajärvilägret. Kalm lämnade även Sverige år 1946 och reste till USA, vars medborgarskap han haft sedan 1930.
Kalm återvände från USA år 1957 och började en läkarpraktik i Raumo. Han förlorade sina läkarrättigheter 1969 efter att två av hans diabetessjuka patienter avlidit. Det upptäcktes också att hans medicinska utbildning var bristfällig. Högsta förvaltningsdomstolen fastställde beslutet 1974. Sina sista år levde Kalm hos sin son i Jyväskylä.
Enligt en familjelegend så överlevde en förfader till Kalm digerdöden genom att gömma sig på en avlägsen ös begravningsplats och på grund av detta bytte namn till Kalm. Det finsk-ugriska ordet kalmisto för begravningsplats kommer från den finska dödsgudinnan Kalmah.